# Japan Post
Japan Post (日本郵政公社 Нихон Ю:сей Ко:ся, «Японская почтовая корпорация») — находившаяся под контролем государства корпорация, существовавшая с 2003 по 2007 год. Japan Post предоставляла услуги доставки, банковские и страховые сервисы. Компания являлась крупнейшим работодателем в стране, обладая штатом в 400 000 сотрудников и 24 700 отделениями почты по всей Японии. Треть всех госслужащих Японии работали на Japan Post. Президентом компании стал Масахару Икута, который ранее являлся председателем совета директоров компании Mitsui O.S.K. Lines.
Japan Post управляла самой большой в мире системой почтовых сбережений и часто называлась обладательницей самого большого портфеля личных сбережений в мире, управляя активами домовладельцев на 224 триллиона иен (2,1 триллиона долларов США в пересчёте) на сберегательных счетах «ю-тё» и 126 триллионов иен (1,2 триллиона долларов США) в активах системы страхования жизни «Кампо». В целом, холдинг аккумулировал 33% всех активов домовладельцев в Японии. Кроме того, Japan Post имела вложения в японский национальный долг на 120 триллионов иен (пятой части) в форме расписок государственного займа.
После ожесточённых политических дебатов, которые завершились общими выборами 2005 года, 1 октября 2007 года был начат процесс приватизации Japan Post. Основными причинами для беспокойства были опасения, что так как Japan Post обладает государственной поддержкой, то она препятствует конкуренции и даёт политикам доступ к деньгам почтовой сберегательной системы для финансирования собственных проектов. В результате, в 2007 году Japan Post была разделена на три компании с тем, чтобы их можно было приватизировать в 2017 году. После приватизации, почтовым бизнесом начала управлять компания Japan Post Holdings.
В 2010 году план приватизации был приостановлен. Министерство финансов Японии осталось владельцем 100% акций, однако 26 октября 2012 года японское  правительство представило план, согласно которому оно в течение 3 лет выставит на продажу доли в Japan Post Holdings для того, чтобы получить деньги на реконструкцию районов, пострадавших от землетрясения и цунами в 2011 году.
На 2020 год, правительство всё ещё владеет 57% акций и следующей датой для приватизации назначен март 2028 года.